# Subreta
Subreta (z franc. soubrette [subret]) byla původně komorná, služka. V současnosti se výraz používá jako označení kabaretní zpěvačky nebo divadelní postavy v operetě či komických operách.

## Opery a operety
V operách je to sopránová nebo mezzosopránová ženská postava, která je mladá, živá, komická a často i zamilovaná. Obvykle je vedlejší rolí vedle primadony, je to její podřízená, ale někdy (především v operetách) může být i přítelkyní nebo známou primadony.
Do hudebního divadla se postava původně dostala z commedie dell’arte prostřednictvím děl Molièra.
Postava subrety je typická pro mnohé slavné opery, zejména pro mnoho děl Wolfganga Amadea Mozarta. Je typická i pro klasickou vídeňskou operetu, kde však subrety nebývají jenom služky – „extrémním“ příkladem je opereta Čardášová princezna (Emmerich Kálmán), kde roli primadony hraje barová zpěvačka Silvie, zatímco roli „subrety“ hraje komtesa Anastázie.

### Příklady postavy subrety
- Adela, Netopýr (Johann Strauss mladší)
- Auretta, L'oca del Cairo (Wolfgang Amadeus Mozart)
- Barbarina, Figarova svatba (Mozart)
- Blondchen, Únos ze serailu (Mozart)
- Clotilda, Norma (Vincenzo Bellini)
- Despina, Così fan tutte (Mozart)
- Echo, Ariadna na Naxu (Richard Strauss)
- Elisa, Il re pastore (Mozart)
- Giannetta, Nápoj lásky (Gaetano Donizetti)
- Lauretta, Gianni Schicchi (Giacomo Puccini)
- Marzellina, Fidelio (Ludwig van Beethoven)
- Musetta, Bohéma (Puccini)
- Nannetta, Falstaff (Giuseppe Verdi)
- Norina, Don Pasquale (Donizetti)
- Olympia, Hoffmannovy povídky (Jacques Offenbach)
- Oskar, Maškarní bál (Verdi)
- Papagena, Kouzelná flétna (Mozart)
- Rosina, Lazebník sevillský (Gioacchino Rossini)
- Serpina, La serva padrona (Giovanni Battista Pergolesi)
- Zerlina, Don Giovanni (Mozart)
- Anita, Giuditta (Franz Lehár)